# Elsa Rook
Elsa Berit Rook, född Jeppsson 12 april 1935 i Oppmanna församling i Kristianstads län, död där 8 mars 2004, var en svensk  målare, tecknare och textilkonstnär.
Rook studerade teckning och målning för Axel Olsson och fortsatte därefter studierna vid Konstfackskolan i Stockholm. Hon studerade textilkonst för batikkonstnären Astrith Deyrup i Amerika. Hon var verksam som textilkonstnär i USA 1963–1976. Separat ställde hon ut i bland annat Kristianstad och Karlshamn. Förutom textilkonst består hennes arbeten av blomsterstilleben, djurmotiv och landskapsmålningar utförda i olja.